# Partia Narodowego Dialogu (Liban)
Partia Narodowego Dialogu lub Al Hiwar (arab.: حزب الحوار الوطني) – libańska partia pozaparlamentarna o charakterze świeckim, założona w 2004 roku przez przedsiębiorcę Fuada Makhzumiego. Organem prasowym partii jest dziennik Al Hiwar. Siedziba władz znajduje się w Ras el Nabeh.